# Bạch Đế
Thành Bạch Đế nằm ở bờ bắc Trường Giang của thành phố trực thuộc trung ương Trùng Khánh, Trung Quốc.
Đây là một trong ba cảnh quan du lịch trọng yếu của Trường Giang Tam Hiệp. Thành Bạch Đế một mặt dựa vào núi, ba mặt là nước bao quanh,. Sau khi có đập Tam Hiệp thì mực nước dâng cao, thành Bạch Đế bốn mặt đều có nước bao quanh. Hòn đảo này được nối với bờ bắc Dương Tử qua một cây cầu. Bạch Đế nổi tiếng qua nhiều bài thơ, đặc biệt là của Lý Bạch qua bài thơ Sáng sớm rời Bạch Đế (Tảo phát Bạch Đế thành).
Thời kỳ Tam Quốc, Lưu Bị qua đời tại thành Bạch Đế năm 62 tuổi.